# Orographie
L'orographie (du grec ancien ὄρος / óros, « montagne », et γράφω / gráphō, « écrire ») est le domaine de la géomorphologie et de la géographie physique concernant la description des montagnes et par extension, plus généralement du relief (topographie), y compris sous-marin avec l'orographie sous-marine.
Pour le cartographe, et dans les systèmes d'information géographique (SIG), l'orographie décrit des ruptures de pentes artificielles, et les toponymes relatifs au relief (dits oronymes).
Les lignes orographiques du territoire français sont disponibles en téléchargement libre depuis le 1er janvier 2021 sur le site de l'IGN notamment.

## Orographe
L'orographe est un ancien appareil permettant en quelques heures de dessiner un panorama sur papier.